# Santa Maria Assunta (Altamura)
A Santa Maria Assunta Altamura legfontosabb temploma, az Altamura-Gravina-Acquaviva delle Fonti Egyházmegye társszékesegyháza. Egyike volt azon négy pugliai bazilikának, amelyek közvetlenül a király fennhatósága alá tartoztak (a másik három bazilika a bari San Nicola, a Monte Sant’Angeló-i valamint az Acquaviva delle Fonti), így az uralkodó maga nevezte ki a szolgáló papokat és fizetésüket is ő biztosította. 1929-ben, a lateráni egyezmény megkötése után került vissza a római katolikus egyház tulajdonába és az Altamurai Egyházmegye székesegyháza lett, majd 1986-ban, amikor egyesítették Acquaviva delle Fonti és Gravina in Puglia egyházmegyéivel, az újonnan létrehozott Altamura-Gravina-Acquaviva delle Fonti Egyházmegye társszékesegyháza lett.

## Története
A katedrális megépítését II. Frigyes rendelte el, nem sokkal azután, hogy újraalapította Altamura városát. Az építkezés valószínűleg 1232-ben kezdődött el és 1254-ben ért véget. Már a kezdetektől kiváltságos helyzetben volt, hiszen egyike volt azon bazilikáknak, amelyek közvetlenül a király fennhatósága alá tartoztak, így az uralkodó maga nevezte ki a szolgáló papokat és fizetésüket is ő biztosította. A templom eredeti arculata ismeretlen a számos átépítés következtében. A 14. században teljesen átépítették, a 15. században kibővítették és egy új karzatot építettek a nyugati oldalához. A 16. században ismét átépítették, majd az 1700-as években felhúzták két tornyát. A 19. században megpróbálták helyreállítani eredeti formájában, ekkor sok díszítőeleme elveszett. A templom érdekessége, hogy a szokástól eltérően a bejárat a keleti oldalon van. A művészettörténészek valószínűsítik, hogy a templom eredetileg a hagyományos templomépítési szabályoknak megfelelően épült, nyugati bejárattal és ezt csak később helyezték át, helyet engedve egy nagyobb szentély kialakításának. Továbbá azt is feltételezik, hogy az eredeti nyugati homlokzat egyes elemeit átépítették az új, keleti homlokzatba. Ezt azonban megcáfolja a tény, hogy a masszív bejárati portált jelentősebb sérülések nélkül nem lehetett volna elhelyezni, és semmiféle hasonló jel nem található rajta.

## Leírása
Az eredeti templomról csak szórványos információk maradtak fenn. 1316-ban egy ismeretlen természeti katasztrófában súlyosan megrongálódott, s bitontói mesteremberekkel építtették újra. Ebből az időszakból származik, az úgynevezett Anjou-kapu, amely a templom északi falát díszíti. Neve onnan származik, hogy Anjou Róbert, nápolyi király rendeletére készült. A bejárati portál is ebben az időszakban készült el, ezt bizonyítja a timpanonban elhelyezett nápolyi Anjouk címere. A homlokzat fölé magasodó két masszív harangtorony a 16. században készült, barokk süvegeiket 1729-ben helyezték fel. A két torony közötti íves loggiában áll a névadó, Szűz Mária szobra.
A templombelső megőrizte az eredeti, bazilikális kialakítást, s annak ellenére, hogy a tartóoszlopokat a 19. században márvánnyal vonták be, még láthatók az eredeti, finoman faragott oszlopfők. A belső díszítések közül kiemelkedők a nápolyi mesterek festette szentképek, valamint az 1545-ből származó reneszánsz szószék, amelynek hat domborműve újszövetségi jeleneteket ábrázol. További látványosság az 1587-ből származó bethlehemes, amelyet a materai katedráliséhoz hasonlóan színes kövekből faragtak.